# Ferruccio De Lorenzo
Ferruccio De Lorenzo (Limpidi, 25 ottobre 1904 – 10 luglio 2002) è stato un politico e medico italiano, deputato per tre legislature dal 1963 al 1976 per il Partito Liberale Italiano e padre dell'ex ministro della sanità Francesco De Lorenzo. È stato iscritto alla loggia massonica P2 (tessera n. 25).